# Власенко Сергій Платонович
Сергій Платонович Власенко (26 червня 1909 року - 22 вересня 1944 року) - старший сержант Червоної Армії, учасник Польського походу РСЧА і Другої Світової війни, Герой Радянського Союзу (1944 рік).

## Біографія
Сергій Власенко народився 26 червня 1909 року в селі Яблуневе (нині - Лубенський район Полтавської область України) в селянській родині. 
Навчався в неповній середній школі, потім працював вантажником на млині в Миргороді. 
У 1939 році Власенко призваний на службу в Червону Армію. Брав участь в Польському поході РСЧА. 
З 1942 року - бере участь у Другій Світовій війні. 
Брав участь в боях на Брянському, Центральному і 1-му Білоруському фронтах. 
До червня 1944 року гвардії старший сержант Сергій Власенко командував гарматою 280-го гвардійського винищувально-протитанкового артилерійського полку 3-й гвардійської винищувально-протитанкової артилерійської бригади 65-ї армії 1-го Білоруського фронту. Відзначився під час Білоруської операції.
Указом Президії Верховної Ради СРСР від 22 серпня 1944 року за «зразкове виконання бойових завдань командування і проявлені при цьому мужність і героїзм» гвардії старший сержант Сергій Власенко отримав звання Героя Радянського Союзу з врученням ордена Леніна і медалі «Золота Зірка».
У вересні 1944 року отримав важке поранення і був відправлений в польовий госпіталь, де загинув під час нальоту німецької авіації 22 вересня 1944 року.
Також нагороджений орденом Вітчизняної війни 2-го ступеня. На честь Власенко названа вулиця в його рідному селі.